# كاريو ساليم
كاريو ساليم (بالإنجليزية: Kario Salem)‏ هو كاتب سيناريو وممثل أمريكي، ولد في 1955 بلوس أنجلوس في الولايات المتحدة. من الجوائز التي نالها جائزة الإيمي برايم تايم.

## أعمال

### أفلام
- (1992) فردوس الأرض 1492[4][5]

## جوائز
- جائزة الإيمي برايم تايم

## وصلات خارجية
- كاريو ساليم على موقع IMDb (الإنجليزية)
- كاريو ساليم على موقع قاعدة بيانات الفيلم (الإنجليزية)